# Schutzausrüstung (Motorradsport)

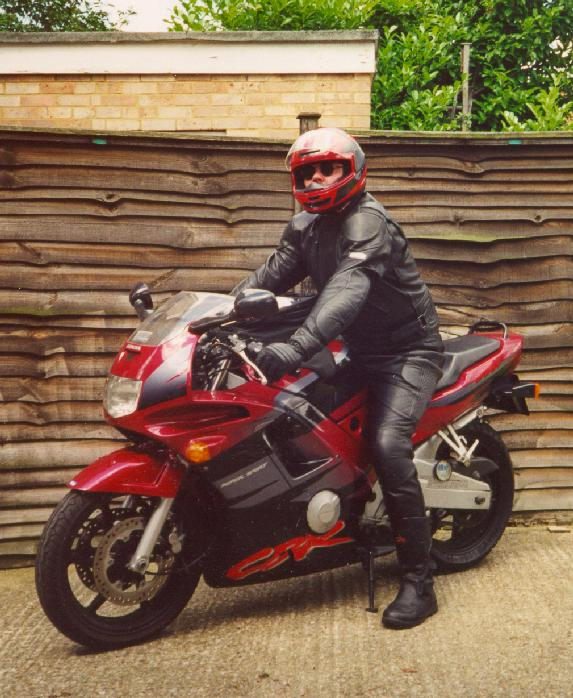
Schutzkleidung eines Motorradfahrers

Als Schutzausrüstung bezeichnet man im Motorradsport und im öffentlichen Straßenverkehr die Schutzkleidung für Fahrer und Mitfahrer von motorisierten Zweirädern (Kleinkraft-, Leichtkraft- und Motorrädern). Sie hat die primäre Aufgabe, vor Verletzungen infolge eines Sturzes zu schützen. Moderne Schutzkleidung kann auch den Komfort erhöhen, indem sie vor Wettereinflüssen schützt, wie zum Beispiel vor Nässe bei Regen, vor Auskühlung durch Fahrtwind oder Überhitzung bei Sonne, und so die Fahrtauglichkeit des Fahrers länger erhält.
Die wichtigsten Bestandteile der Schutzbekleidung für den Motorradfahrer sind Motorradhelm, Kombi (ein Overall oder Jacke nebst Hose mit Protektoren) aus Leder oder Texilgewebe, sowie Handschuhe und Stiefel zum Schutz der Gliedmaßen.
Die Anforderungen an die Schutzkleidung ist auch in verschiedenen Normen festgehalten, wie z. B. ECE 22.05 (ab 3. Januar 2024 ECE 22.06) für Helme oder EN 1621 für Protektoren.

## Bestandteile

### Helm
Der Motorradhelm schützt den Kopf des Fahrers und ist als einziges Teil der Schutzkleidung im deutschsprachigen Raum gesetzlich vorgeschrieben.
Beim Aufprall verformt sich das im Helm-Inneren verbaute Polystyrol, nimmt einen großen Teil der Aufprallenergie auf und schützt so im Idealfall den Kopf vor schwereren Verletzungen. Durch die Verformung wird der Helm nach einem Unfall unbrauchbar und muss ausgetauscht werden. Motorradhelme gibt es in verschiedenen Bauformen, sowohl mit, als auch ohne Schutzfunktion im Kinnbereich.
In Deutschland ist jeder Fahrer verpflichtet, einen „geeigneten“ Helm zu tragen. Hier können auch Helme zulässig sein, die nicht der europäischen Norm ECE 22 (aktuelle Version: ECE 22.05, ab 1. Januar 2024 ECE 22.06) entsprechen, z. B. ein nach anderen Standards zertifizierter Helm. Der Helm sollte jedoch als Schutz bei Motorradunfällen konzipiert sein, was bei sogenannten Braincaps, Stahlhelmen oder ähnlichem nicht der Fall sein wird. In Österreich und anderen europäischen Ländern (z. B. Italien) dürfen keine Helme verwendet werden, die nicht der ECE-Norm entsprechen bzw. explizit zugelassen sind.

### Kombi

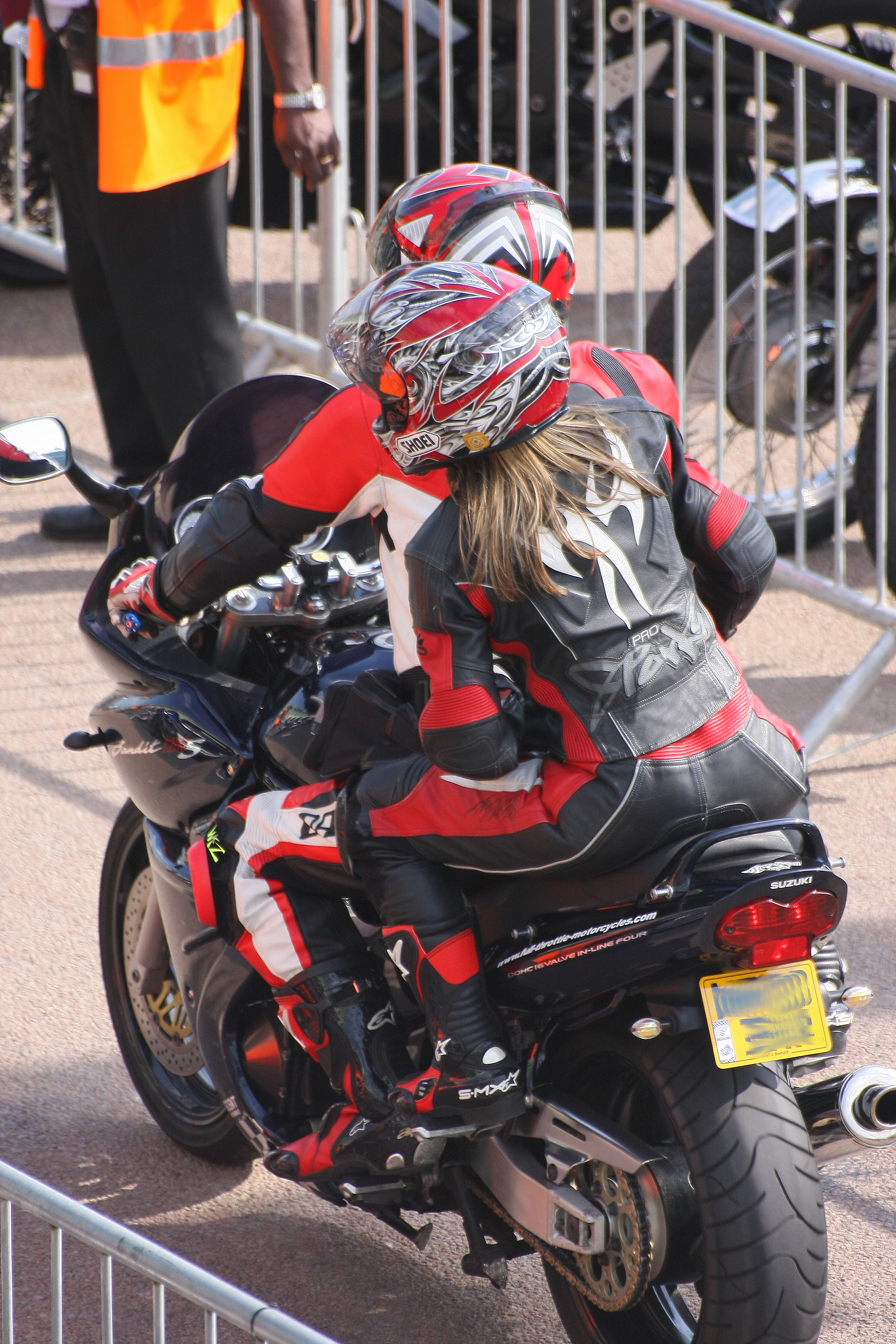
Lederkombis

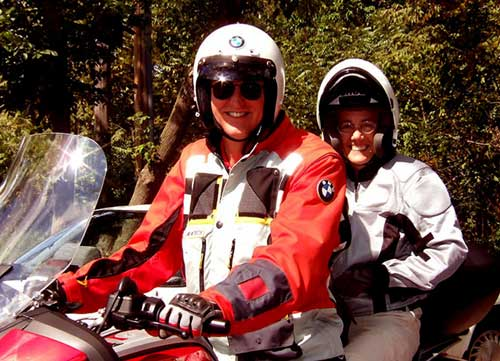
Textilkombis

Die Schutzkleidung sollte aus einem abriebfesten und hitzeresistenten Material wie Leder oder speziellen Textilfasern (z. B. Cordura) bestehen. Dadurch wird der Fahrer beim Rutschen über die Fahrbahn geschützt. Die Kleidung sollte außerdem Protektoren, die Aufprall und Schläge dämpfen, enthalten. Nicht selten enthalten Motorrad-Kombis, selbst in den höheren Preisregionen, am Rücken nur Schaumstoff-Platzhalter aus einfachem PU-Schaum, die der DIN-Norm 1621 für Protektoren nicht entsprechen und erst gegen DIN-gerechte Protektoren auszutauschen sind. Normale Straßenkleidung, Armee-Bekleidung, Arbeitsbekleidung oder z. B. Bomberjacken bieten die Vorteile von Kombis (Abriebfestigkeit, Protektoren und Klimatisierung) nicht.
Bei zweiteiligen Kombis gleicher Bauart können Hose und Jacke miteinander durch einen Reißverschluss verbunden werden. Dies reduziert zum einen die Zugluft, zum anderen verhindert dies im Falle eines Sturzes, dass die Jacke verrutscht und ihre Schutzfunktion nicht mehr optimal erfüllen kann.
Neben der Norm 1621 für die Protektoren existiert auch die Norm EN 13595, bei der die Kombi (bzw. Jacke oder Hose) als ganze geprüft wird. Diese Norm enthält unter anderem Anforderungen an den Aufbau, die Abriebfestigkeit und die Festigkeit der Nähte. Nach EN 13595 geprüfte Kleidung wird allerdings bisher nur von wenigen Herstellern angeboten.

#### Obermaterial
Im Falle eines Sturzes muss das Obermaterial der Kleidung extrem abriebfest sein, um den Fahrer auch bei längerem Rutschen über den Asphalt bei hoher Geschwindigkeit schützen zu können. Hier ist Leder widerstandsfähiger als die meisten Textilgewebe. Insbesondere Känguruleder ist im Vergleich zum günstigeren Leder vom Rind extrem abriebfest, obwohl es unbehandelt empfindlicher gegenüber Nässe ist. Leder wird auch hydrophobiert angeboten. Es ist dann so behandelt, dass es sich nicht mehr mit Wasser vollsaugen kann, sondern dieses an der Oberfläche abperlt. Ein so behandeltes oder imprägniertes Leder wird im nassen Zustand nicht durch den Fahrtwind kalt und es hat eine längere Lebensdauer.
Die Nähte der Kleidung sind eine Schwachstelle beim Sturz, da die Fäden leicht durchgescheuert werden können. Daher werden bei der Herstellung häufig verdeckte Nähte, sogenannte Sicherheitsnähte, verwendet.
Motorradkombis gibt es neben dem klassischen Schwarz heute in auffälligen Farben bzw. mit entsprechenden Farbapplikationen (z. B. neon-gelb oder -orange). Die zusätzliche reflektierenden Flächen erhöhen die Erkennbarkeit von Motorradfahrern insbesondere bei schlechtem Wetter oder Dunkelheit.

#### Futter
Die Kombi hat neben ihrer Schutzfunktion im Falle eines Sturzes auch die wichtige Aufgabe, den Zweiradfahrer warm zu halten. Ein unterkühlter Fahrer ist unkonzentriert und macht Fehler. (Windchill) Die Kleidung darf aber im Sommer auch nicht zu heiß sein, weil ein überhitzter Fahrer ebenfalls in seiner Entscheidungsfähigkeit eingeschränkt ist. Bewährt haben sich hier Leder- oder Textilbekleidung, welche mit einer Klimamembran versehen sind. Diese Klimamembranen (z. B. Gore-Tex, Sympatex) lassen den Schweiß des Fahrers in Form von Dampf nach außen (auch als Atmungsaktivität bezeichnet), machen die Kleidung wasserdicht und sind windundurchlässig.
Das innerste wärmende Futter lässt sich häufig aus der Oberjacke heraustrennen, so dass sowohl im Sommer als auch im Winter gefahren werden kann. Bei hochpreisigen Jacken kann sogar die Klimamembran als zweite Lage entfernt werden.
Lufteinlässe sorgen durch den Fahrtwind für zusätzliche Kühlung.

#### Protektoren
Kleidung, die an Schultern, Ellenbogen, Unterarm, Knien, Schienbein sowie an den Hüften Protektoren nach EN 1621-1 und am Rücken mit Protektoren nach EN 1621-2 ausgerüstet ist, bietet angemessenen Schutz. Einfachere Protektoren aus viskoelastischem Schaum erfüllen die höheren Anforderungen nicht und bieten keinen optimalen Schutz. Protektoren sind der Körperform angepasste Schutzelemente, welche aus stoßdämpfenden Materialien bestehen. Oft bestehen sie aus beweglichen Segmenten aus festem Kunststoff, werden aber mehr und mehr von speziellen stoßsensitiven Schaumstoffelementen abgelöst. Diese sind bei Körpertemperatur weich und flexibel und erlauben eine hohe Bewegungsfreiheit. Kommt es zu einem Sturz, verhärtet sich das Material beim Aufschlag und schützt den Körper. Das generelle Ziel der Protektoren ist es, die Energie, welche bei einem Kontakt punktförmig auftritt, großflächig zu verteilen. Im besten Fall wird die kinetische Energie durch die dämpfenden Eigenschaften des Materials in Wärme oder Verformung umgesetzt, sodass darunterliegende Körperteile weniger Energie aufnehmen müssen. Sie sind zusätzlich mit einer abriebfesten Oberfläche versehen und können fest in der Kleidung integriert, in speziellen Innentaschen oder nachträglich in der Kleidung befestigt sein. Neben in die Jacke eingelegten Rückenprotektoren gibt es diese auch separat, meist in Verbindung mit einem Nierengurt. Die Schutzwirkung dieser Variante ist größer, weil der Protektor vom Hals bis zum Steißbein reichen kann.
Harte Protektoren, welche auf bei einem Unfall die Energie durch bleibende Verformung abbauen, sollten nach einem Unfall grundsätzlich nicht mehr weiterverwendet werden. Da sie sich verformt haben, ist bei einem erneuten Unfall nur noch eine verminderte Dämpfungswirkung gegeben. Auch weiche Protektoren können bei schweren Stürzen dauerhaften Schaden nehmen und sollten ausgetauscht werden. Moderne weiche Systeme hingegen, können nach leichten bis mittleren Stößen wieder zurück in die ursprüngliche Form gehen, und erneut schützen. Generell empfiehlt es sich, nach einem Sturz den Protektor zu inspizieren, und auf Veränderungen am Material oder Form zu prüfen.

#### Airbag
Im Fall eines Unfalls bläst eine Gaspatrone oder eine pyrotechnische Treibladung Luftkammern auf, deren Aufgabe es ist, möglichst viel Energie beim Aufprall des Körpers auf andere Gegenstände abzufangen bzw. umzuleiten. Airbags gibt es zurzeit in zwei Formen: als integraler Bestandteil von Motorradjacken oder als zusätzlich über einer herkömmlichen Jacke zu tragende Weste. Die technischen Anforderungen sind in der DIN EN 1621-4 festgelegt.
Ausgelöst werden aktuelle Modelle auf zwei Arten, mechanisch oder elektronisch. Bei der mechanischen Variante wird eine Reißleine am Motorrad befestigt, welche über einen Clip-In-Mechanismus mit dem Auslösemechanismus der Weste verbunden wird. Bei der mechanischen Variante wird bei Trennung zwischen Fahrer und Motorrad der Airbag ausgelöst, indem der Sicherungsbolzen einer vorgespannten Feder entfernt wird. An der Spitze dieser Feder befindet sich wiederum eine Schneidevorrichtung, welche eine Treibgaspatrone punktiert und damit das in der Kartusche komprimierte Gas schlagartig austreten lässt. Die Einsatzzeit aktueller mechanischer Systeme liegt bei ca. 100 Millisekunden. Dieses System hat gegenüber den elektronischen Systemen den Nachteil, dass die Auslösung vergleichsweise spät erfolgt, nämlich erst dann, wenn der Motorradfahrer sich vom Fahrzeug zu trennen beginnt – Elektronische Systeme lösen bereits vor Trennung des Fahrers vom Motorrad aus. Neben der, verglichen mit elektronischen Systemen, verhältnismäßig späten Auslösezeit, hat dieses System jedoch den Vorteil, dass die Airbag-Jacke oder -Weste nicht auf eine eigene Stromversorgung über regelmäßig nachzuladenede Akkumulatoren angewiesen ist (die Akkus in den Jacken oder Westen aktueller elektronisch gesteuerter Systeme müssen ca. alle 30 Stunden nachgeladen werden), gegenüber elektronischen Systemen wartungsfrei sind und der Auslösemechanismus sehr einfach und damit sehr zuverlässig ausgeführt ist.
Elektronische Systeme werden entweder fest am Fahrzeug verbaut und lösen per Funkimpuls aus oder sind direkt in der Weste/Jacke eingearbeitet. Die Auslösung erfolgt, wenn die Sensoren außerordentliche Beschleunigungen oder sonstige Anzeichen eines Unfalls erkennen. Die Auslösung erfolgt deutlich früher als bei mechanischen Systemen, dadurch wird wertvolle Zeit gewonnen. Bei einem frontalen Aufprall eines Motorrades auf ein festes Hindernis, beispielsweise einem Aufprall zwischen Motorrad und PKW, bei dem die Einsatzzeit des Systems eine wesentliche Rolle spielt, haben sich elektronisch gesteuerte Systeme laut Tests des ADAC als Überlegen erwiesen. Bei manchen dieser elektronisch gesteuerten Systeme werden anstelle von CO2 Treibgasladungen pyrotechnische Treibladungen (Wie in PKW Airbags) gezündet, welche eine noch schnellere Einsatzzeit aufweisen. Nachteilig ist hierbei jedoch die Wiederinstandsetzung des Systems nach einer Auslösung. Die Erneuerung einer Treibgasladung mechanisch ausgelöster Systeme kann vom Benutzer selbst erfolgen, in dem die verbrauchte Treibgaspatrone herausgedreht und gegen eine neue getauscht wird, wobei die Kosten dabei in der Regel unter 30 Euro liegen. Bei einer per Treibsatzladung ausgelösten Airbag-Jacke oder -Weste ist zur Wiederinstandsetzung häufig ein Einschicken des gesamten Systems an den Hersteller notwendig. Die Kosten für die Wiederinstandsetzung belaufen sich in diesem Fall auf ca. 250 Euro (Stand 2020). Ein weiterer Nachteil des am Fahrzeug verbauten elektronisch gezündeten Airbags ist der Umstand, dass der Airbag mit dem Fahrzeug „gepaart“ ist, so dass bei wechselnden Fahrzeugen (Extremfall: Obligatorische Probefahrten durch einen Mechaniker nach Werkstattaufenthalten) dieses System nicht verwendbar ist.
Wegen eines Patentstreits zwischen den Firmen Dainese und Alpinestars wurde die Einführung des elektronischen Systems stark behindert, weil die Parteien ihren Streit auch auf dem Rücken des Fachhandels austrugen. Händler wurden abgemahnt, so dass der Handel diese Systeme zunächst nur sehr zögerlich anbieten konnte.

### Handschuhe

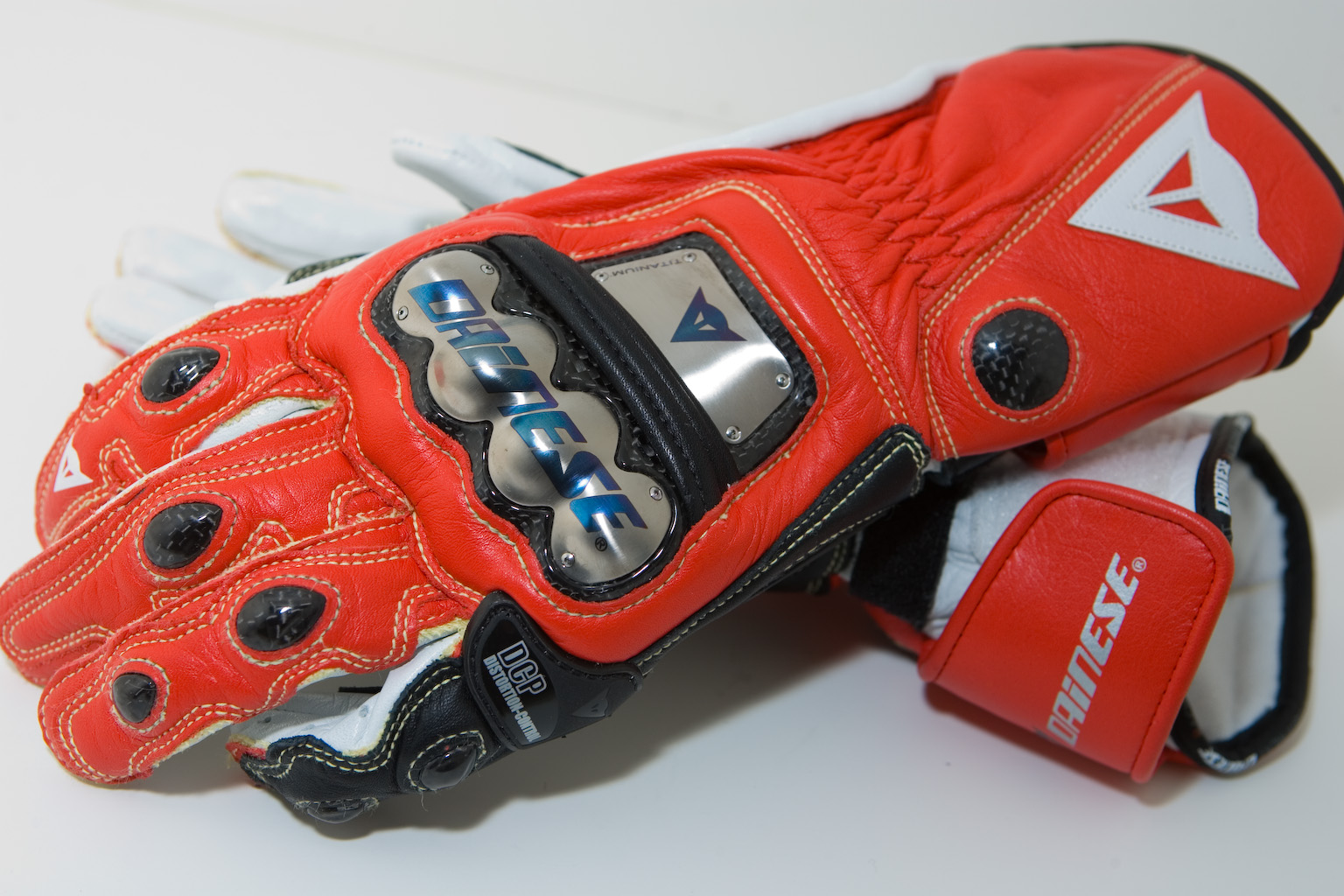
Rennhandschuhe (Handrücken)

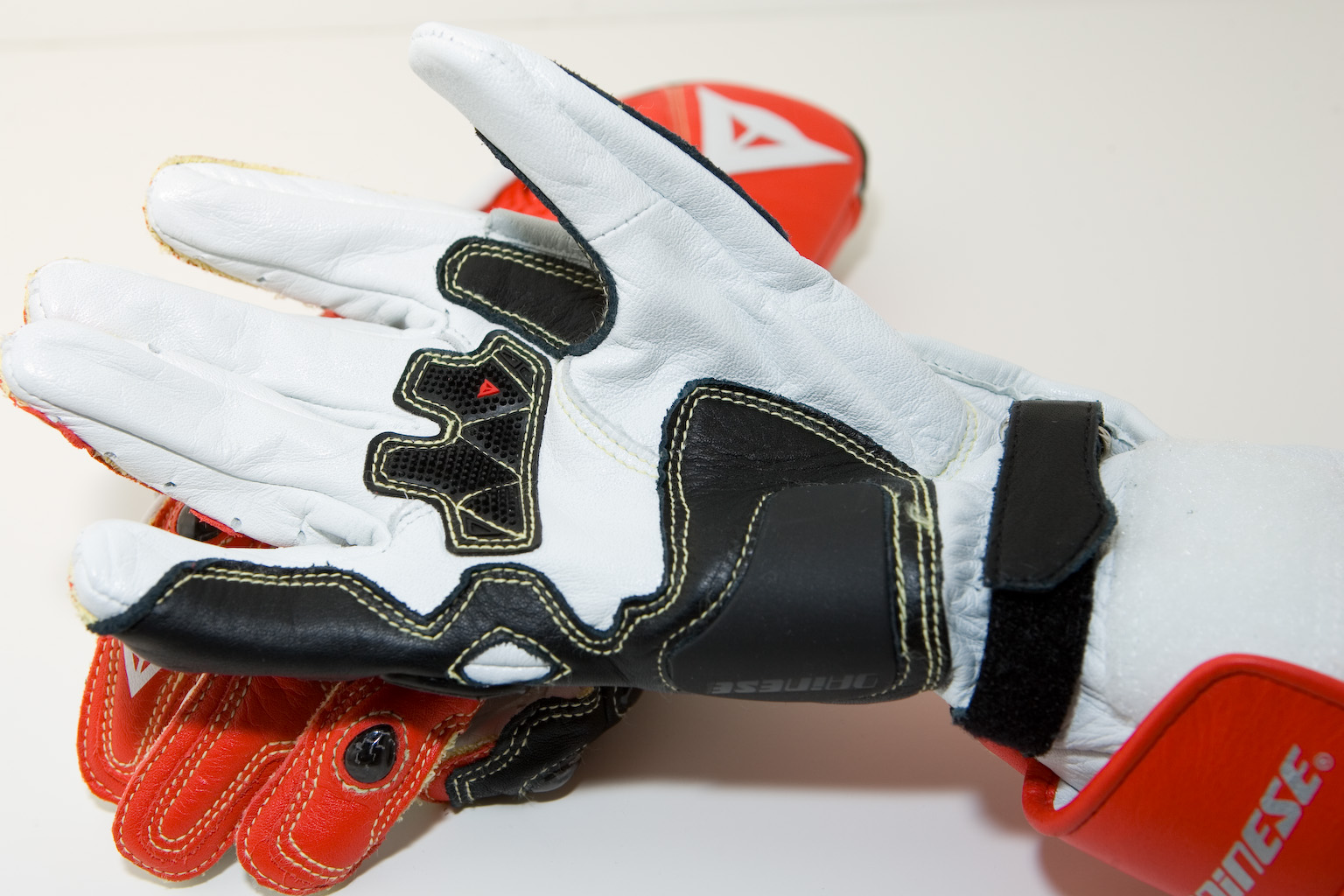
Rennhandschuhe (Handinnenfläche)

Es ist ein normaler Reflex des Menschen, sich bei einem Sturz mit den Armen und Händen abzufangen. So können bei niedrigen Geschwindigkeiten schwere Handverletzungen die Folge sein, wenn keine Handschuhe getragen werden. Handschuhe mit speziellen Protektoren aus Karbonfaser oder Stahl sind ein sinnvoller Schutz, wenn das Motorrad bei einem Lowsider (Wegrutschen zur Seite) auf die kurveninnere Hand fällt. Fingerlose Handschuhe, die lediglich aus dünnem Leder bestehen und die Fingerknöchel nicht bedecken, bieten kaum bzw. keinen Schutz im Falle eines Sturzes.
Die Handschuhe müssen der DIN EN 13594 Schutzhandschuhe für Motorradfahrer entsprechen und das entsprechende eingenähte Label aufweisen, um als „Motorradhandschuhe“ verkauft werden zu dürfen. In den meisten Ländern besteht jedoch keine Pflicht, normgerechte Handschuhe zu tragen. Eine Ausnahme ist Frankreich, wo das Tragen nichtkonformer Handschuhe mit einem Verwarnungsgeld belegt werden kann.

### Stiefel

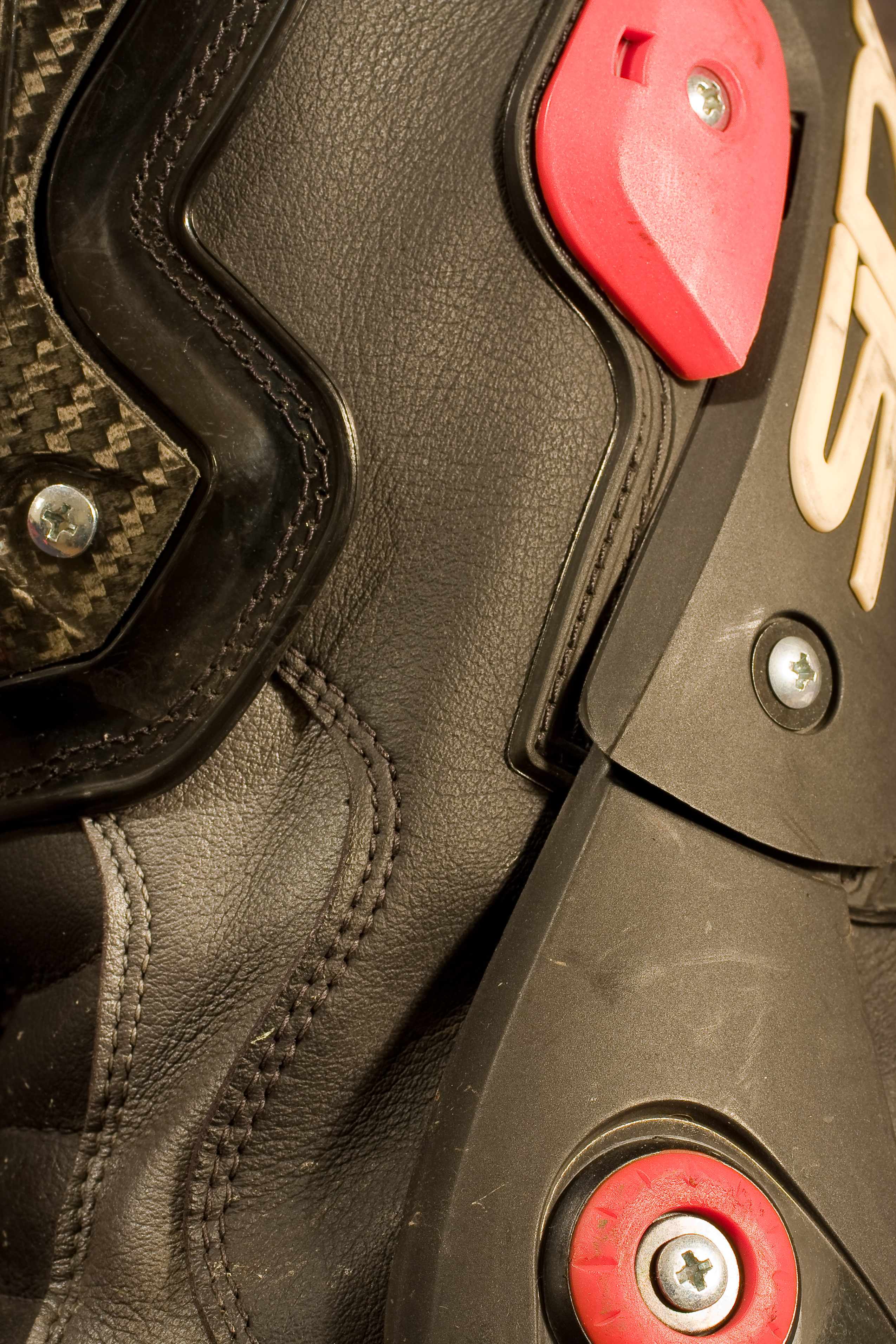
Nahaufnahme eines Motorradstiefels

Stiefel können mit einer robusten Stahl- oder Kunststoffverstärkung versehen sein, um den Fuß bei einem Sturz zu schützen. Insbesondere schwerste Verletzungen können entstehen, wenn – z. B. beim seitlichen Wegrutschen des Motorrads in einer Kurve – der Fuß zwischen Motorrad und Straße eingeklemmt wird und auf diese Weise vom Gewicht der rutschenden Maschine angedrückt mit über den Asphalt gerieben wird. Auch können durch das Rutschen des Fahrers unter die Leitplanke durch deren Träger Füße oder Unterschenkel abgetrennt werden, was durch das Tragen hoher Stiefel vermieden werden kann. Kniehohe Stiefel haben außerdem den Vorteil, dass sie an den Knieprotektor anschließen und das Schienbein komplett bedecken. Solche Stiefel können über ausreichende Einstellmöglichkeiten verfügen, z. B. neben einem Reißverschluss eine Schnürung oder Schnallen besitzen. Viele Stiefel verfügen darüber hinaus noch über doppelt gearbeitetes, oder verstärktes Material auf der Oberseite im Vorfußbereich als Schaltverstärkung. Diese gewährt eine längere Lebensdauer der Stiefel und eine Entlastung der Zehen bei häufigem Kontakt mit dem Schalthebel beim Gangwechsel. Für Fahrten im Gelände und auf unbefestigten Strecken gibt es spezielle Cross- und Endurostiefel, die sowohl ein grobstolliges Profil als auch eine den ganzen Unterschenkel umschließende Hartschalenkonstruktion besitzen.
Die Mindestanforderungen an Motorradstiefel bezüglich der mechanischen und chemischen Parameter (u. a. Schnittfestigkeit, belastende Stoffe aus der Lederverarbeitung) sind in der DIN EN 13634 „Schutzschuhe für Motorradfahrer“ festgelegt. Für Motorradfahrer gibt es zwar in den meisten Ländern keine Pflicht, Schuhwerk nach dieser Norm zu tragen, Hersteller dürfen Stiefel jedoch nicht als „Motorradstiefel“ in Verkehr bringen, wenn diese die Norm nicht erfüllen. Erkennbar sind solche Stiefel an einem fest eingenähten Label.

## Sonstiges

### Rückenprotektor
Ein Rückenprotektor schützt bei einem Aufprall und bei langem Rutschen auf dem Rücken. Er reduziert vor allem die Gefahr von Weichteilverletzungen und Brüchen im Schulter- und Rippenbereich. Der Protektor schützt auch die Wirbelsäule bei einem Aufprall. Wirbelbrüche, die meist durch Stauchungen verursacht werden, sowie Torsionsverletzungen kann er jedoch nur schwer verhindern. Ein Rückenprotektor kann entweder in eine passende Jacke eingelegt oder separat getragen werden. Ein separater Protektor deckt meist einen größeren Bereich ab und ist oft mit einem Nierengurt kombiniert.
Die Anforderungen an einen Rückenprotektor sind in der europäischen Norm EN 1621-2 festgelegt. Einfache Schaumstoffteile im Rückenbereich, wie sie in vielen Motorradjacken enthalten sind, sind meist nicht nach der Norm geprüft, können aber durch Protektoren ersetzt werden.

### Protektorenjacken
Bei Protektorenjacken handelt es sich um eine Unterziehjacke, meist aus luftigem Mesh-Material, die mit Protektoren bestückt ist, z. B. Ellbogen-, Schulter- und Rückenprotektor. Wesentlicher Vorteil ist, dass die Protektoren unabhängig von der Oberkleidung mit Klettriegeln körpernah fixiert werden können. Insbesondere beim Tragen weiter geschnittenen textiler Bekleidung kann das einen erheblichen Sicherheitsgewinn bedeuten, da sich dort die eingebauten Protektoren oft zu stark verschieben lassen.
Manche Jacken können durch Reißverschlüsse auch in Westen verwandelt werden oder der Rückenprotektor lässt sich alleine tragen, z. B. in der Lederkombi. Protektorenjacken gehören heute mit zu den flexibelsten Teilen der persönlichen Schutzausrüstung. Mit ihnen kann auch ältere Motorradkleidung ohne Protektoren zur Sicherheitskleidung aufgerüstet werden. Schließlich ist es mit ihnen möglich, in „klassischem“ Outfit Motorrad zu fahren (Oldtimer, klassische Highway- oder Chopperjacken) und trotzdem die Sicherheit von Protektorenkombis zu erreichen.
Ähnlich wie Protektorenjacken gibt es auch Unterzieh-Shorts und Unterhosen mit Protektoren (Hüfte, Steißbein, Oberschenkel, in der langen Ausführung auch Knie- und Schienbeinprotektoren). Sie sind bisher weit weniger verbreitet als der Oberkörperschutz.
Im Geländesport werden, z. B. Brustprotektoren, verwendet, um Querschnittlähmung durch Wirbelsäulenverletzungen bei Motorradunfällen zu vermeiden. Spezielle Protektorenjacken für den Sporteinsatz sind stärker gepolstert und verfügen über Hartschaleneinsätze gegenüber flexiblen Protektoren für Straßenfahrer. Sie sind auch mit zusätzlichem Brust- und Rippenschutz erhältlich.

### Nierengurt

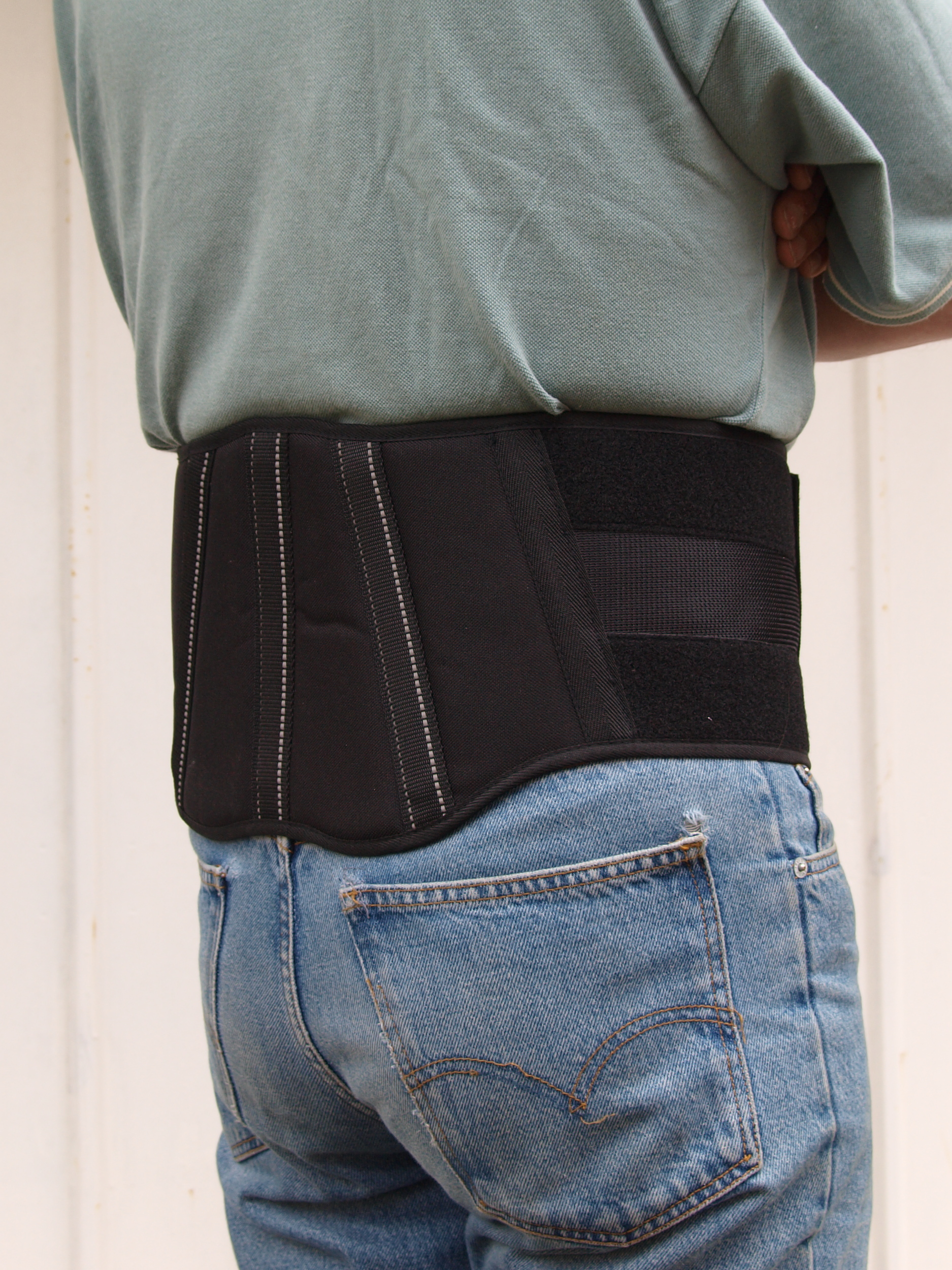
Motorrad-Nierengurt

Ein Nierengurt (z. B. aus PU-Schaum, Neopren) dient dazu die Lendenwirbelmuskulatur vor Kälteeinwirkung zu schützen und somit Verspannungen oder auch schmerzenden Muskelkontraktionen vorzubeugen. Viele Motorradfahrer empfinden einen Nierengurt als vibrationsdämpfend und entlastend für die Rückenmuskulatur. Heutige Nierengurte haben meistens Stretcheinsätze. Damit kann beim Anlegen ein leichter Druck auf die inneren Organe ausgeübt werden. Dies ist erwünscht und vermindert bei einem Unfall die Verletzungsgefahr. Nierengurte aus Leder sind heute nicht mehr gebräuchlich.
Fälschlicherweise wird meist angenommen, dass ein Nierengurt die Aufgabe habe die Nieren vor Unterkühlung zu schützen. Das ist ein weitverbreiteter Irrtum, denn bevor die Nieren ausgekühlt wären, wäre der Motorradfahrer schon aufgrund der starken Unterkühlung nicht mehr bei Bewusstsein.

### Brille, Stauring
Wird ohne den Schutz eines Helmvisiers ein gewisses Tempo gefahren ist eine stabile und möglichst am Körper anliegende Brille nötig. Sie soll den Augenbereich vor dem Fahrtwind und damit ankommender Partikel schützen.
Einen graduellen Schutz, eher nur vor Auskühlung bildete eine bis 1960 übliche Motorradhaube mit zusätzlichem Stauring.

### Rückenhöcker und Genickschutz

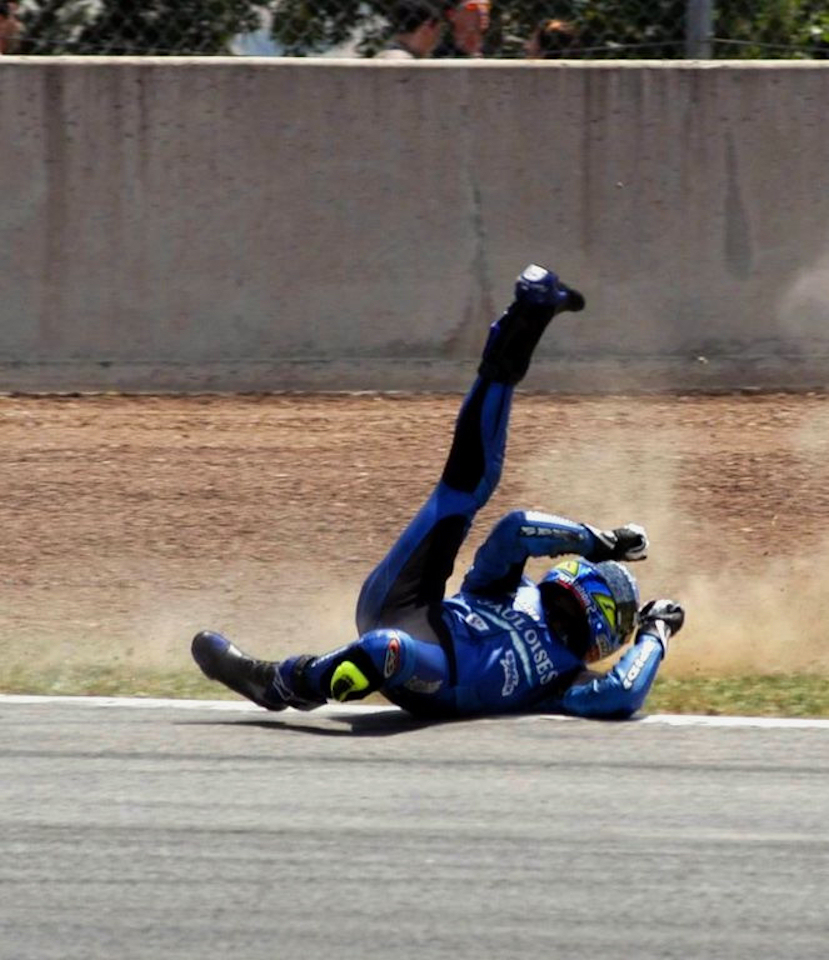
Ein Motorradfahrer mit Helm, Lederkombi, Handschuhen und Stiefeln während eines Sturzes

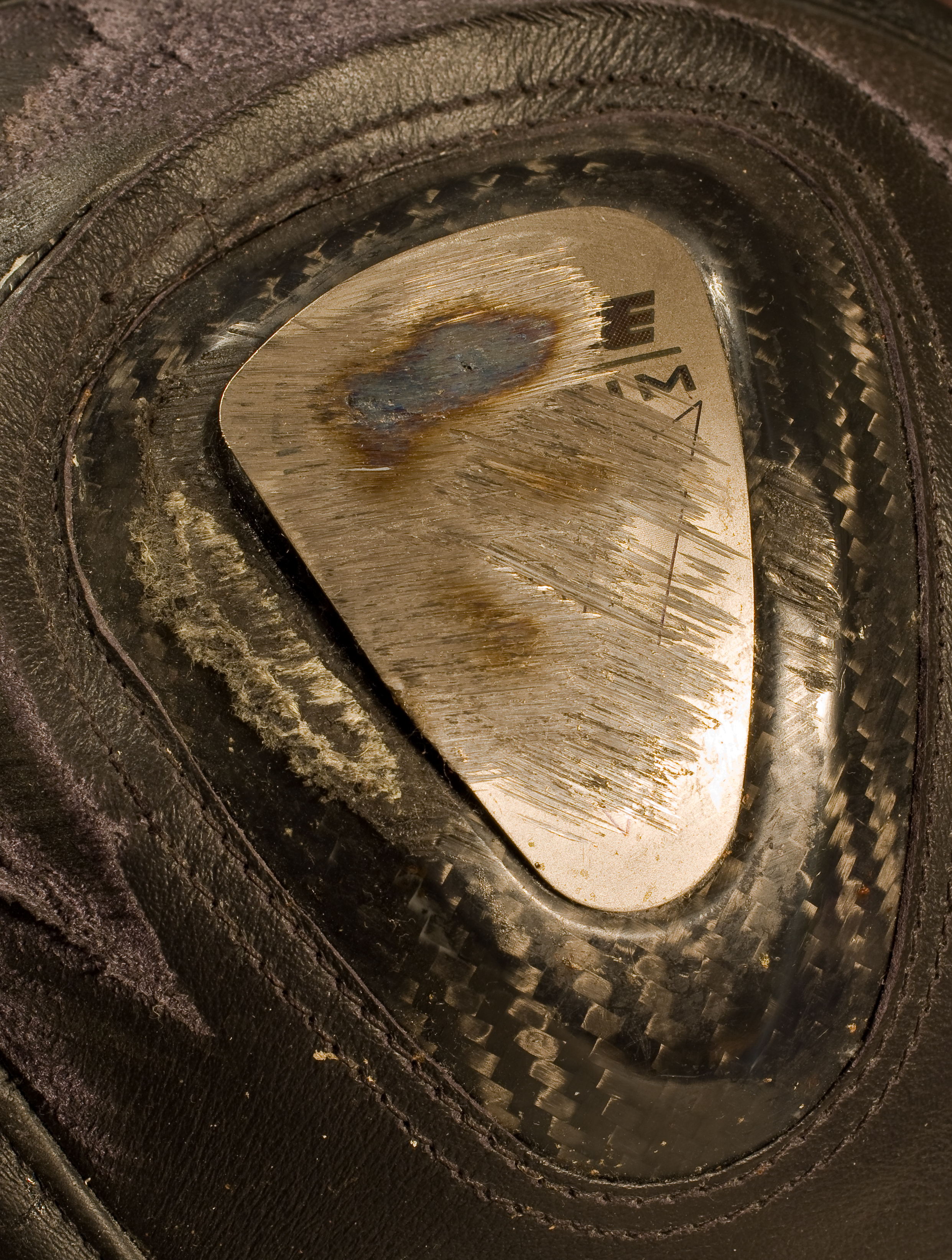
Schulter einer Motorradkombi nach einem Sturz mit 150 km/h. Der Fahrer blieb unverletzt.

Im Rennsport dienen Rückenhöcker, neben aerodynamischen Gründen dazu, das Genick bei einem Unfall vor Überstreckung und Verletzung zu schützen. Der Rückenhöcker kann relativ klein sein (im Bereich des Nackens) oder über fast den gesamten Rücken reichen.
Eine relativ junge Entwicklung ist der Genickschutz. Es handelt sich entweder um Halskrausen, die unterhalb des Helms in der Höhe des Jackenkragens getragen werden oder um Schutzplatten, die z. B. am Kragen von Protektorenjacken befestigt werden können. Einige Ausführungen werden über den Kopf gestülpt und verfügen über Brust- und Rückenplatten zur Fixierung. Ein solcher Genickschutz kann zusammen mit einem Rückenhöcker die Gefahr von Verletzungen an den empfindlichen Nackenwirbeln wesentlich verringern, die Entwicklung ist aber noch im Gange.

### Reflektoren
Die Motorradkleidung kann mit Reflektoren in Form von Hüftgurten, Arm- und Beinbändern usw. ausgerüstet werden. Dies ist insbesondere sinnvoll, wenn die Kleidung keine reflektierenden Einsätze besitzt oder von dunkler Farbe ist. Vor allem bei schlechtem Wetter und in der Nacht sind Motorradfahrer dadurch besser sichtbar. Das Tragen einer EN-Warnweste wird zu diesem Zweck dagegen nicht empfohlen, weil dadurch auf längere Sicht die eigentlich Signalwirkung – besondere Gefahrensituation – nicht mehr gegeben wäre.

## Sonstige Merkmale
Darüber hinaus gibt es zahlreiche Ergänzungen, die zwar in erster Linie das Motorradfahren komfortabler machen, doch auch einen zusätzliches Plus an Sicherheit bieten, da sie die Fahrtauglichkeit des Fahrers länger erhalten:
- Funktionsunterwäsche zur Unterstützung der Klimafunktion der Oberbekleidung. Einteiler werden heute meist mit einer Unterkombi getragen.
- Halstücher und Sturmhauben.
- Wasserdichte Überzieher für Lederkombis, Handschuhe und Schuhe
- Regenabzieher, der zum Abziehen (der Wassertropfen) des Visiers bei Regen auf den Zeigefinger gesteckt wird
- Antibeschlagsmittel, falls das Visier keine Antibeschlagbeschichtung oder ein Pinlock-Visier besitzt
- Sonnenblende im Helm, die bei Bedarf vor die Augen geklappt werden kann

Bei Verwendung von Kleidung mit Klima-Membranen (Gore-Tex, Sympatex usw.) kann auf zusätzlichen Regenschutz verzichtet werden. Die Regentauglichkeit wird aber mit einem geringeren Klimaaustausch (Schwitzrisiko) erkauft, denn der Klimaaustausch funktioniert nur bei einem deutlichen Temperaturgefälle von Außentemperatur zu Innentemperatur.

## Diskussion um eine Tragepflicht
Anlässlich der Entwicklung von Protektoren, ihrer Normung und CE-Zertifizierung, gab es von Experten, Politikern und der EU-Kommission auch immer wieder Überlegungen, eine europaweite Tragepflicht von Motorradkleidung (über den Helm hinaus) einzuführen und bestimmte Mindestanforderungen festzulegen.
Es kann nicht verkannt werden, dass eine Tragepflicht zum damaligen Zeitpunkt für rund drei Millionen Fahrer die Neuanschaffung kompletter Schutzkleidung bedeutet hätte, so dass eine Mehrheit gegen solche Bestrebungen war. Eine zahlenmäßig sehr geringe Gruppe von Motorradfahrern warf das Gespenst einer „Einheitskombi“ an die Wand.
Heute tragen viele Motorradfahrer neben Helm und Handschuhen auch regelmäßig Kombis oder Einteiler mit Protektoren. Die Aufklärung durch die Medien (nicht zuletzt das Internet), die durch Zertifizierungen erwiesene hohe Schutzwirkung und eine breite Auswahl an Passformen, Designs und Preisen ermöglichen es den Fahrern, individuell geeignete Ausrüstung auszuwählen. Dies hat wohl zu einem höheren Niveau an Fahrsicherheit geführt, als es unter staatlichem Zwang und dem damit verbundenen Widerwillen möglich gewesen wäre.